# バルティカ
バルティカ（英語: Bartica）は、ガイアナのクユニ＝マザルニ州の州都。人口は8,004人（2012年国勢調査）で、人種別だと混血が半数以上を占める。
エセキボ川の西岸に位置し、クユニ川およびマザルニ川とエセキボ川の合流点につくられた。「内陸部の玄関口」といわれており、金やダイヤモンドの採掘場と首都ジョージタウンを結ぶ中継地となっている。

## 歴史
町は1837年に聖公会によって建設され、1843年に聖別された。バルティカという名前は、この地域に豊富に存在する「赤い土」を表す先住民族の言葉に由来する。
1958年、マザルニ・ポタロ地区の首府になった。1971年の再編で行政区画の首府ではなくなったが、1980年の再編でクユニ＝マザルニ州の州都に選ばれた。
2008年2月17日、悪名高いロンデル・ローリンズ率いるギャングがバルティカの企業を強盗し、次に警察署を襲撃した。一連の攻撃で警官3名を含む12人の住人が殺害された（バルティカ虐殺）。犯行グループは3週間前にデメララ＝マハイカ州で発生したリュジニャン虐殺にも関与したといわれている。犯人らは8月28日にジョージタウンで警察と銃撃戦となり死亡した。

## 教育
小学校はセント・アンソニーズ小学校、セント・ジョン・バプテスト小学校、ツーマイル小学校の3校で、中学校はバルティカ中学校とスリーマイル中学校の2校がある。周囲の川沿いのコミュニティには他にもいくつかの小学校がある。

## 医療
平和部隊によって2005年に開院した第7州病院があり、国内初の医療情報システムが導入されている。

## 観光
バルティカの北には、オランダ領エセキボ植民地の首都であったFort Kyk-Over-Alがある。また、近くにはマーシャル滝がある。
毎年イースターの後にはバルティカ・レガッタが開催されている。ウォータースポーツ（主にスピードボート）のほか、クリケット、ボクシング、サッカー、タレントショー、パレード、ミスコンが開催され、国内外から観光客が集まる。

## 交通
バルティカ空港が町の南西 6 kmにある。
バルティカとマーディアを結ぶデナム吊橋（ギャラウェイ・ストリーム橋とも）は1933年に建設された。2020年1月、軽車両が通行できるように架け直された。

## 出身者
- フランク・ボウリング（英語版） - 抽象表現主義の画家
- アイヴァー・メンドンカ（英語版） - クリケット選手
- ケイシア・シュルツ（英語版） - クリケット選手